# Porto Cervo
Porto Cervo (pronúncia italiana: [ˈpɔrto ˈtʃɛrvo]; Poltu Celvu em galurês; Portu Chervu em sardo) é um distrito da cidade de Arzachena, situada na província de Sassari, na Sardenha norte-oriental, região histórico-geográfica conhecida com o nome de Gallura. Amplificado por Agacão IV e outros investidores, é o principal centro da Costa Esmeralda, importante pólo turístico da Sardenha, sendo um dos destinos mais caros do mundo, a par com o Principado do Mónaco, possui o metro quadrado mais caro na Europa, uma média de 300 mil euros em 2013, bem como conhecido por atrair muitos iates. Tem uma população fixa de apenas 421 habitantes.

## Galeria de imagens

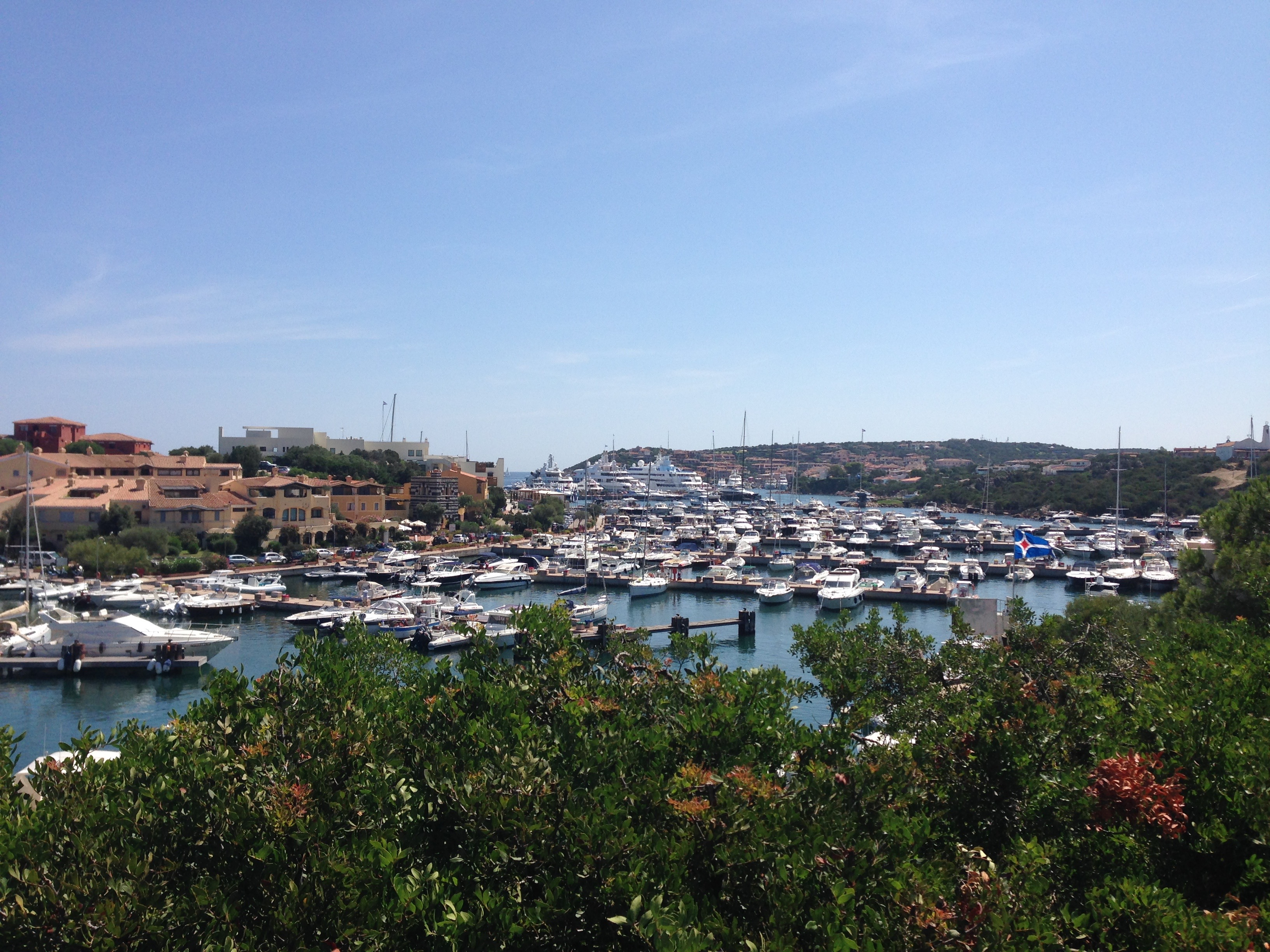
Porto de Porto Cervo
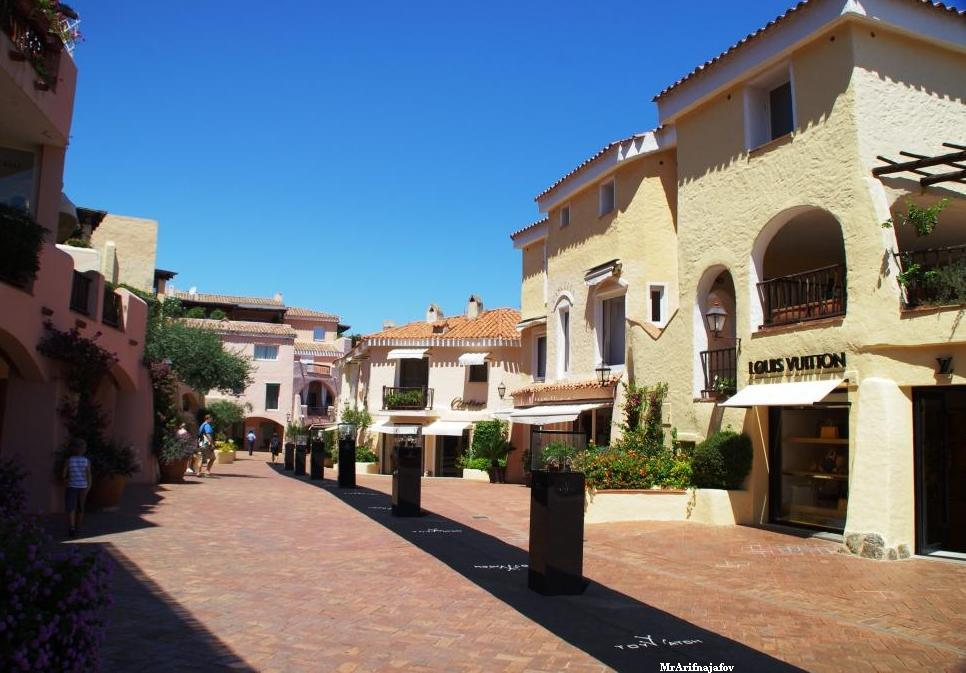
Distrito comercial
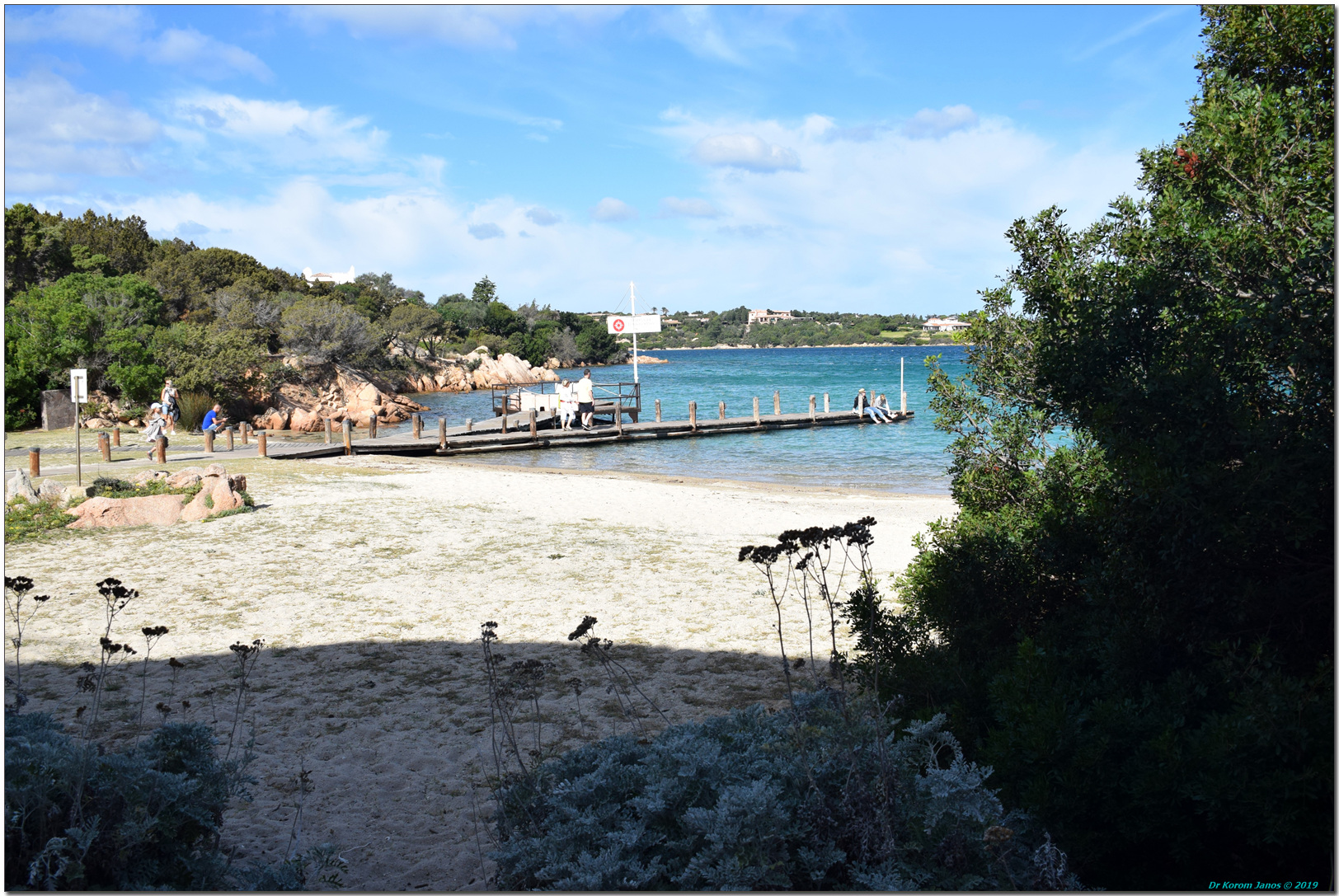
Praia de Porto Cervo